# روبرت إميل هانسن
روبرت إميل هانسن (بالدنماركية: Robert Emil Hansen)‏ هو موزع وملحن دنماركي، ولد في 25 فبراير 1860 في كوبنهاغن في الدنمارك، وتوفي في 18 يوليو 1926 في آرهوس في الدنمارك.

## وصلات خارجية
- روبرت إميل هانسن على موقع ميوزك برينز (الإنجليزية)